# Troféus TV 7 Dias
Os Troféus Impala de Televisão, anteriormente conhecidos como Troféus TV 7 Dias, foram prémios promovidos pela revista TV 7 Dias, pertencente ao Grupo Impala. Pretendiam galardoar os melhores programas de televisão de produção portuguesa, nas categorias de Telenovela, Série, Humor, Entretenimento, Informação, Infantojuvenil, Cultural, Social e Desportivo. Os prémios contavam ainda com três troféus especiais: Prémio Memória, Carreira e Prestígio. Em 2011, foi introduzido o Prémio Revelação. 
A primeira cerimónia realizou-se a 8 de abril de 2010, no Teatro Politeama, em Lisboa e galardoou os melhores profissionais e programas da televisão portuguesa referentes ao ano 2009.

## Escolha dos nomeados e vencedores
A revista TV 7 Dias convida previamente um júri que no início de cada ano avalia e selecciona os nomeados para a competição. Os candidatos são depois divulgados publicamente (na revista e no site EuroImpala) e daqui a decisão final cabe aos leitores, que podem votar pela Internet ou através do envio de cupões .
O público decide os vencedores das 25 categorias, no entanto a eleição dos Prémios Especiais caberá à redacção da TV 7 Dias .
Os Prémios Especiais abrangem os Troféus Memória, Carreira e Prestígio. Em 2011 foi incluído um novo troféu, o Prémio Revelação de Televisão.

## Galas realizadas
| Cerimónia                          | Data                  | Local                    | Apresentadores |
| ---------------------------------- | --------------------- | ------------------------ | --- |
| I Gala Troféus de Televisão 2009   | 8 de abril de 2010    | Teatro Politeama, Lisboa | João Baião, Tânia Ribas de Oliveira, Vanessa Oliveira, Daniel Oliveira, Manuel Luís Goucha e Cristina Ferreira                                                                      |
| II Gala Troféus de Televisão 2010  | 12 de abril de 2011   | Casino Estoril           | João Baião, Tânia Ribas de Oliveira, Andreia Rodrigues, Daniel Oliveira, Manuel Luís Goucha, Cristina Ferreira, José Carlos Malato, Marta Leite de Castro e Herman José             |
| III Gala Troféus de Televisão 2011 | 17 de abril de 2012   | Casino Estoril           | Andreia Rodrigues, Daniel Oliveira, João Mota, Teresa Guilherme, José Carlos Malato, Helena Ramos                                                                                   |
| IV Gala Troféus de Televisão 2012  | 24 de abril de 2013   | Casino Estoril           | Teresa Guilherme, Jorge Corrula, Nicolau Breyner, Cláudia Borges, Ana Rita Clara, Eduardo Madeira e Júlio Isidro                                                                    |
| V Gala Troféus de Televisão 2013   | 22 de abril de 2014   | Casino Estoril           | Herman José, Manuel Marques, Eduardo Madeira, André Nunes, Joana Cruz e Guilherme Fonseca                                                                                           |
| VI Gala Troféus de Televisão 2014  | 29 de abril de 2015   | Casino Estoril           | Vasco Palmeirim, Joana Teles, Bárbara Guimarães, Ricardo Pereira, Filomena Cautela e Ana Zanatti                                                                                    |
| VII Gala Troféus de Televisão 2015 | 20 de abril de 2016   | Casino Estoril           | |
| Gala Troféus de Televisão 2017     | 11 de junho de 2017   | Cinema São Jorge, Lisboa | |
| IX Troféus Televisão TV 7 Dias     | 10 de junho de 2018   | Cinema São Jorge, Lisboa | |
| Troféus Impala de Televisão 2019   | 8 de setembro de 2019 | Cinema São Jorge, Lisboa | Eduardo Madeira (anfitrião), Cláudia Vieira, José Mata, Filipa Nunes, Luís Lourenço, Mariama Barbosa, Sabri Lucas, Conceição Queiroz, Marcos Pinto, Vanessa Oliveira e Olívia Ortiz |
| Troféus Impala de Televisão 2020   | outubro de 2020       |                          | |
| Troféus Impala de Televisão 2021   |                       |                          | |

## Vitórias/Nomeações
| Número    | Melhor Apresentador/Melhor Apresentadora          |
| Vitórias  | Vitórias                                          |
| --------- | ------------------------------------------------- |
| 7         | Manuel Luís Goucha (2011, 2013, 2014 e 2015-2019) |
| 5         | Cristina Ferreira (2011, 2013, 2014, 2017 e 2021) |
| 3         | Fátima Lopes (2015, 2016 e 2018)                  |
| 2         | Teresa Guilherme (2011 e 2013)                    |
|           | Filomena Cautela (2019 e 2020)                    |
| 1         | José Carlos Malato (2010)                         |
| 1         | Daniel Oliveira (2012)                            |
| 1         | João Baião (2013)                                 |
| 1         | Vasco Palmeirim (2021)                            |
| Nomeações |                                                   |
| 11        | Cristina Ferreira (2011--2021)                    |
| 11        | Manuel Luís Goucha (2010-2020)                    |
| 8         | Fátima Lopes (2010, 2011, 2015, 2016, 2018-2021)  |
| 7         | Fernando Mendes (2012-2014 e 2018-2021)           |
| 6         | Daniel Oliveira (2012, 2015, 2018, 2019 e 2021)   |
| 5         | Filomena Cautela (2011 e 2018-2021)               |
| 6         | Teresa Guilherme (2011-2016)                      |
| 5         | Júlia Pinheiro (2010, 2013, 2015, 2018 e 2019)    |
| 4         | Catarina Furtado (2010, 2012, 2019 e 2021)        |
| 4         | César Mourão (2018-2021)                          |
| 4         | Herman José (2012, 2014, 2020 e 2021)             |
| 4         | José Carlos Malato (2010-2013)                    |
| 4         | Vasco Palmeirim (2018-2021)                       |
| 3         | João Baião (2011, 2013 e 2015)                    |
| 3         | Tânia Ribas de Oliveira (2013, 2014 e 2015)       |
| 2         | Bárbara Guimarães (2014 e 2015)                   |
| 2         | João Manzarra ((2011 e 2012))                     |
| 2         | Pedro Fernandes (2011)                            |
| 2         | Sílvia Alberto (2011 e 2012)                      |

| Número    | Melhor Programa de Entretenimento                         |
| Vitórias  | Vitórias                                                  |
| --------- | --------------------------------------------------------- |
| 5         | The Voice Portugal (2015, 2016, 2017, 2019 e 2021)        |
| 2         | Secret Story - Casa dos Segredos (2011 e 2012)            |
| 2         | A Tua Cara não Me É Estranha (2013 e 2014)                |
| Nomeações |                                                           |
| 4         | A Tua Cara não Me É Estranha (2012-2014, 2016)            |
| 4         | Secret Story - Casa dos Segredos (2010, 2011, 2012, 2013) |
| 4         | The Voice Portugal (2014, 2015, 2016, 2018 e 2021)        |
| 2         | Dança com as Estrelas (2013-2014)                         |

## Emissão televisiva
Em 2013, a TV Record Europa emitiu em diferido a IV Gala Troféus de Televisão 2012, contando com a apresentação de alguns rostos da emissora brasileira antes da cerimónia começar. Em 2014, o Canal Q emitiu em direto a V Gala Troféus de Televisão 2013.